# Кьосей-Мару
Кйосей-Мару (Kyosei Maru) — транспортне судно, яке під час Другої світової війни взяло участь у операціях японських збройних в архіпелазі Бісмарка.
Кйосей-Мару спорудили в 1938 році на верфі Urabe Zosen Tekkosho в Осаці на замовлення компанії Towa Kisen.
9 березня 1939-го судно реквізували для потреб Імперського флоту Японії, а в 1941-му переобладнали в сітьовий загороджувач. У лютому 1943-го в Гонконзі на судно встановили 50-мм гармату.
У другій половині лютого 1943-го Кйосей-Мару перебував на острові Нова Британія в Рабаулі — головній передовій базі, з якої провадились операції на Соломонових островах та сході Нової Гвінеї. До початку вересня він неодноразово здійснював звідси рейси на якірну стоянку Шортленд — прикриту групою невеликих островів Шортленд акваторію біля південного завершення острова Бугенвіль, де зазвичай відстоювались легкі бойові кораблі та перевалювались вантажі для подальшого відправлення на схід Соломонових островів. Кйосей-Мару і сам міг виконувати такі рейси, наприклад, 6 квітня він доправив вантаж у Мунда на острові Нова Георгія а наступного дня побував у Горан'ю на острові Велья-Лавелья.
Протягом вересня — жовтня 1943 судно й далі курсувало між Рабаулом і Бугенвілем, тільки тепер рейси здійснювались до Буки — порту на однойменному острові біля північного узбережжя Бугенвіля.
Тим часом ворожий наступ уздовж Соломонових островів тривав, на початку жовтня японці евакуювали залишки сил з островів Нова Джорджія, а 1 листопада висадили десант на сам Бугенвіль. Як наслідок, маршрути Кйосей-Мару тепер пролягали на північ архіпелагу Бісмарка. Так, наприкінці листопада воно прибуло до Лоренгау на острові Манус (острови Адміралтейства), у першій декаді січня 1944 перебувало в Кавієнзі (друга за значенням японська база в архіпелазі на північному завершенні острова Нова Ірландія), звідки 8—11 січня перейшло до Рабаулу. 20—24 січня Кйосей-Мару здійснило рейс за круговим маршрутом Рабаул — Кавієнг — Рабаул.
22 лютого 1944-го судно перебувало поблизу острова Новий Ганновер (кілька десятків кілометрів на захід від Кавієнга). У цей період деградація японських сил в архіпелазі Бісмарка досягла критичної межі й американське командування вперше вислало загін кораблів у води біля північного завершення Нової Ірландії, островів Новий Ганновер та Муссау. Есмінці Converse та Spence завершили розгром конвою O-003, а Charles Ausburne, Dyson та Stanly спершу знищили мінний загороджувач «Нацусіма» дещо західніше від Нового Ганноверу, після чого перейшли до північно-східного узбережжя цього острова. Тут вони зачистили від ворожих плавзасобів прохід Ісабель, де, зокрема, й потопили Кйосей-Мару (тоді ж були знищені малі транспорти Чор'ю-Мару та Токуяма-Мару № 9 і переобладнаний мисливець за підводними човнами Тама-Мару № 8). Разом з Кйосей-Мару загинуло п'ять членів екіпажу.